# Astracantha gaziantepica
Astracantha gaziantepica là một loài thực vật có hoa trong họ Đậu. Loài này được (Chamberlain & V. Matthews) Podl. miêu tả khoa học đầu tiên năm 1983.